# Saul Kripke
Saul Aaron Kripke (ur. 13 listopada 1940 w Omaha w Nebrasce, zm. 15 września 2022) – amerykański filozof i logik. Pionier badań nad semantyką logiki modalnej. „Naming and Necessity” (książka, stanowiąca zapis jego wykładów z 1970 roku) stanowiła punkt przełomowy w badaniach semantycznych. Obok prac Hilarego Putnama była to pierwsza zapowiedź eksternalizmu semantycznego. Jednocześnie Kripke atakował w niej teorię identyczności umysł–ciało. Praca „Wittgenstein on Rules and Private Language” jest jednym z punktów odniesienia w analizie tekstów późnego Wittgensteina.
Wykładał w City University of New York.

## Biografia
Po krótkim nauczaniu na Harvardzie, w 1968 Kripke przeniósł się do Uniwersytety Rockefellera w Nowym Jorku, gdzie wykładał do 1976. W 1978 objął stanowisko profesora na Uniwersytecie Princeton. W 1988 otrzymał uniwersytecką Nagrodę Behrmana za wybitne osiągnięcia w naukach humanistycznych. W 2002 Kripke rozpoczął nauczanie w CUNY Graduate Center, aw 2003 został tam mianowany wybitnym profesorem filozofii.
Kripke otrzymał honorowe stopnie naukowe na Uniwersytecie Nebraska w Omaha (1977), Uniwersytecie Johnsa Hopkinsa (1997), Uniwersytecie w Hajfie w Izraelu (1998) oraz Uniwersytecie Pensylwanii (2005). Był członkiem Amerykańskiego Towarzystwa Filozoficznego i oraz wybrany na członka Amerykańskiej Akademii Sztuk i Nauk, a w 1985 był korespondentem British Academy. Zdobył nagrodę Schocka w dziedzinie logiki i filozofii w 2001 roku.

## Filozofia
Jako jeden z pierwszych wykorzystał zdobycze logiki modalnej w swojej filozofii. Jako jeden z pierwszych wprowadził pojęcie „światów możliwych”. W odpowiedzi na zarzuty, iż jest to termin narzucający skojarzenia metafizyczne, wprowadził jako równoprawne określenie termin „sytuacja kontrfaktyczna”.
Sytuacja kontrfaktyczna rozumiana jest jako wydarzenie alternatywne, które również mogłoby zaistnieć przy takim samym układzie początkowym. Mogłoby na przykład zdarzyć się, że Arystoteles nie został filozofem. Zatem istnieje taki świat możliwy (lub po prostu zaistniała taka sytuacja kontrfaktyczna), w którym nikt nie słyszał o Arystotelesie-filozofie. Nie byłby natomiast światem możliwym świat, w którym światło poruszałoby się dwukrotnie wolniej lub woda miała inne własności fizyczne.
Wprowadził także podział na sztywny oraz nie-sztywny desygnator. Sztywny desygnator oznacza wyrażenie, które desygnuje we wszystkich światach możliwych ten sam obiekt. Analogicznie nie-sztywny desygnator tej własności nie posiada. 
Oto wyrażenia „Arystoteles” oraz „Wychowawca Aleksandra Wielkiego” wskazują na jedną i tę samą osobę. Arystoteles bez względu na to jak potoczyłoby się jego życie pozostałby Arystotelesem, więc słowo „Arystoteles” jest sztywnym desygnatorem. Możliwy jest jednak świat, w którym Arystoteles nie wychowywałby Aleksandra, zatem „Wychowawca Aleksandra Wielkiego” należy zaklasyfikować jako nie-sztywny desygnator.
Był zdecydowanym krytykiem deskrypcjonizmu, teorii stawiającej znak równości pomiędzy nazwą przedmiotu a jego opisem. Na dowód przytaczał wyżej wspomniany fakt istnienia nie-sztywnych desygnatorów. Gdyby owa teoria była słuszna, taki podział nie byłby możliwy. Jako alternatywę wprowadza teorię „chrztu językowego”. Nazwa powstaje w momencie owego „chrztu”, gdy przedmiot po raz pierwszy jest w określony sposób nazywany. Dalej nazwa rozprzestrzenia się w procesie wzajemnej komunikacji międzyludzkiej.
Kripke nie uznawał pokantowskiego podziału prawd na: konieczne-analityczne oraz przygodne-syntetyczne. Wykazuje istnienie prawd koniecznych-syntetycznych. Oto „Gwiazda Poranna” i „Gwiazda Wieczorna” okazała się w historii astronomii tym samym obiektem, nie dzięki analizie umysłowej, lecz dzięki doświadczeniu.
Kripke był także krytykiem teorii identyczności umysłu z ciałem — teorii redukującej procesy psychiczne jedynie do zjawisk fizycznych zachodzących w mózgu. Gdyby owa teoria była prawdziwa, zdanie „Barwa czerwona to fala elektromagnetyczna od ok. 630 do ok. 780 nm.” byłoby zdaniem koniecznym. Jednak możliwy do wyobrażenia jest świat, w którym nie widzimy tego zakresu, a spostrzegamy ultrafiolet (jak np. pszczoły). Nie ma tutaj dwóch sztywnych desygnatorów, zatem nie jest to zdanie konieczne.
Właśnie owo podważenie teorii identyczności wydaje się być najważniejszym zastosowaniem, tak teorii desygnatów, jak i „światów możliwych”.

## Główne prace
- Nazywanie a konieczność, tłum. Bohdan Chwedeńczuk,
- Wittgenstein o regułach i języku prywatnym, tłum. Krzysztof Posłajko i Leszek Wroński, wyd.Fundacja Aletheia, ISBN 978-83-89372-29-1.

## Życie prywatne
Kripke był żonaty z filozofką Margaret Gilbert. Był spokrewniony z telewizyjnym scenarzystą, reżyserem i producentem Erikiem Kripke.

## Wyróżnienia
- Tytuł doktora honoris causa Uniwersytetu Bukareszteńskiego (3 czerwca 2011)[6].